# Sandu Lungu
Alexandru Lungu (n. 3 septembrie 1974, Paleu, România) este un judoka, luptător de arte marțiale mixte și kickboxer român. Lungu a concurat mai recent în categoria supergrea din MMA. Profesionist din 2005, Lungu a luptat în diferite companii precum Pride Fighting Championships, Cage Rage sau K-1, atât în MMA cât și în Kickboxing.

## Rezultate în arte marțiale mixte
| Rezultat   | La general | Adversar            | Metodă                          | Eveniment                                   | Data               | Runda | Timp | Locația               | Note |
| ---------- | ---------- | ------------------- | ------------------------------- | ------------------------------------------- | ------------------ | ----- | ---- | --------------------- | ---- |
| Victorie   | 16–4       | Adnan Alic          | TKO (punches)                   | RXF 29 - MMA All Stars 5: RXF vs. Magnum FC | 18 decembrie 2017  | 1     | 1:12 | Brașov, România       |      |
| Victorie   | 15–4       | Martin Chudej       | TKO (punches)                   | RXF 27 - Next Fighter                       | 29 iulie 2017      | 2     | 1:36 | Piatra Neamț, România |      |
| Victorie   | 14–4       | John Painter        | TKO (punches)                   | RXF 25 - MMA All Stars 3                    | 19 decembrie 2016  | 1     | 0:26 | Ploiești, România     |      |
| Victorie   | 13–4       | Amadou Papis Konez  | TKO (punches)                   | RXF 24 - Brașov                             | 10 octombrie 2016  | 1     | 2:05 | Brașov, România       |      |
| Înfrângere | 12–4       | Michał Wlazło       | TKO (knees and punches)         | Real Xtreme Fighting 21                     | 14 decembrie 2015  | 2     | 3:11 | București, România    |      |
| Victorie   | 12–3       | Mahmoud Hassan      | Submission (north-south choke)  | Real Xtreme Fighting 19                     | 31 august 2015     | 1     | 2:43 | Galați, România       |      |
| Victorie   | 11–3       | Andrzej Kulik       | TKO (punches)                   | Real Xtreme Fighting 18                     | 15 iunie 2015      | 1     | 1:59 | Cluj-Napoca, România  |      |
| Victorie   | 10–3       | Mighty Mo           | KO (punch)                      | Real Xtreme Fighting 15                     | 15 decembrie 2014  | 1     | 4:05 | București, România    |      |
| Înfrângere | 9–3        | Tomasz Czerwinski   | TKO (punches)                   | Real Xtreme Fighting 12                     | 4 august 2014      | 1     | 4:25 | Mamaia, România       |      |
| Victorie   | 9-2        | Steven Banks        | TKO (strikes)                   | Local Kombat                                | 7 decembrie 2012   | 1     | N/A  | Onești, România       |      |
| Victorie   | 8–2        | Chris Mahle         | Submission (arm-triangle choke) | Gala MMA: Romania-Germany                   | 29 octombrie 2011  | 1     | 1:06 | Cluj Napoca, România  |      |
| Victorie   | 7–2        | Albert Sarkozi      | Submission (punches)            | Local Kombat Sibiu                          | 19 noiembrie 2010  | 1     | 0:25 | Sibiu, România        |      |
| Victorie   | 6–2        | Jimmy Ambriz        | TKO (doctor stoppage)           | K-1 World Grand Prix 2010 in București      | 21 mai 2010        | 2     | N/A  | București, România    |      |
| Înfrângere | 5–2        | Rastislav Talarovic | TKO (punches)                   | K-1 ColliZion 2009 Final Tournament         | 12 decembrie 2009  | 2     | 0:46 | Praga, Cehia          |      |
| Victorie   | 5–1        | Jesse Smith, Jr.    | Submission (smother choke)      | K-1 ColliZion 2009 Final Elimination        | 24 octombrie 2009  | 1     | 0:51 | Arad, România         |      |
| Victorie   | 4–1        | Ruben Villareal     | Submission (smother choke)      | Local Kombat 33                             | 12 aprilie 2009    | 1     | 1:45 | Oradea, România       |      |
| Victorie   | 3–1        | Mark Bentley        | KO (punches)                    | Strike MMA 3                                | 31 octombrie 2008  | 1     | 0:06 | Cluj-Napoca, România  |      |
| Victorie   | 2–1        | Tom Erikson         | KO (punches)                    | Strike MMA 2                                | 1 august 2008      | 1     | 1:21 | Mamaia, România       |      |
| Victorie   | 1–1        | Mark Buchanan       | Submission (kimura)             | Cage Rage 18                                | 30 septembrie 2006 | 1     | 1:55 | Londra, Anglia        |      |
| Înfrângere | 0–1        | James Thompson      | TKO (punches)                   | PRIDE 30                                    | 23 octombrie 2005  | 1     | 2:13 | Saitama, Japonia      |      |